# Aleksandr Kazakevič
Aleksandr Kazakevič (Vilna, 12 de junio de 1986) es un deportista lituano que compite en lucha grecorromana.
Participó en dos Juegos Olímpicos de Londres 2012, obteniendo una medalla de bronce en Londres 2012, en la categoría de 74 kg, y el 15.º lugar en Pekín 2008.
Ha ganado una medalla de bronce en el Campeonato Europeo de Lucha de 2012.

## Palmarés internacional
| Juegos Olímpicos   | Juegos Olímpicos      | Juegos Olímpicos  | Juegos Olímpicos |
| Año                | Lugar                 | Medalla           | Categoría        |
| ------------------ | --------------------- | ----------------- | ---------------- |
| 2012               | Londres (Reino Unido) | Medalla de bronce | 74 kg            |
| Campeonato Europeo |                       |                   |                  |
| Año                | Lugar                 | Medalla           | Categoría        |
| 2012               | Belgrado (Serbia)     | Medalla de bronce | 74 kg            |